# Таки-Кисра

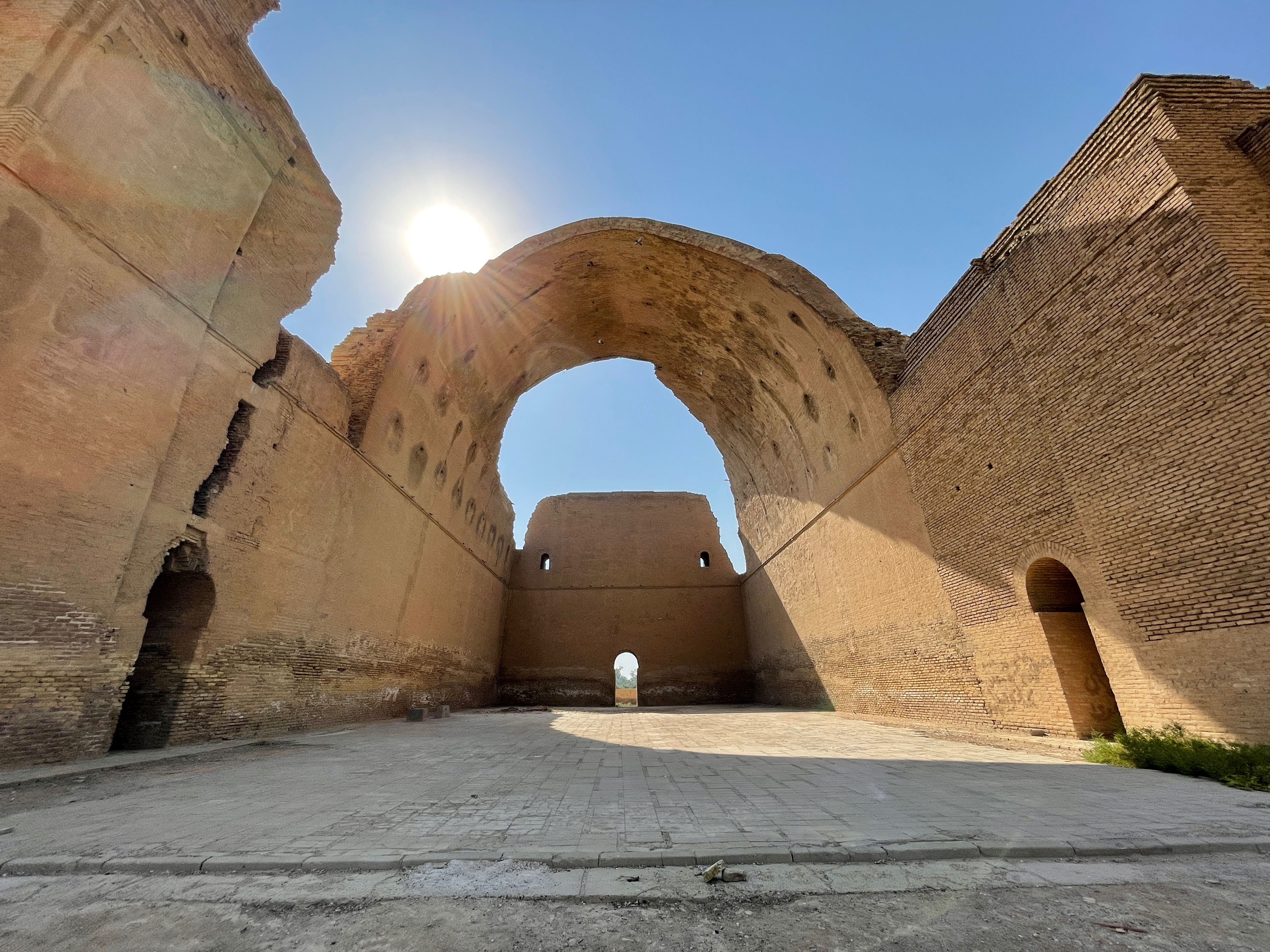
2021 год

Таки-Кисра (араб.  إيوان كسرى‎) — руины шахского дворца Сасанидов на берегу реки Тигр в Аспанбаре, пригороде Ктесифона. Оригинальное название состоит из двух слов — «Айван» и «Хосров».
Строительство царской резиденции началось в 540 году во время войны Хосрова I Ануширвана с Византией.
В центре дворца находился большой сводчатый зал (айван) высотой 27 метров и расстоянием между основами 23 метра. Сохранилось более 20 храмов огня, которые представляют собой квадратные помещения с куполами. Раньше стены здания были покрыты штукатуркой, на которую наносился рисунок.
В 1888 году паводком была разрушена третья часть резиденции.

## Галерея

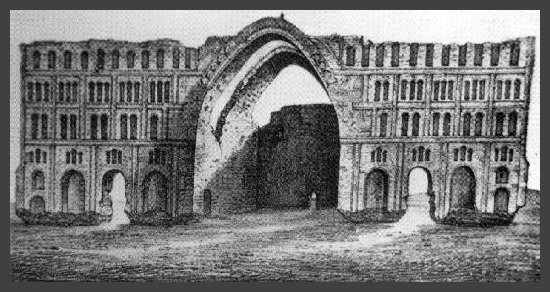
Рисунок капитана Харта, 1824 г.
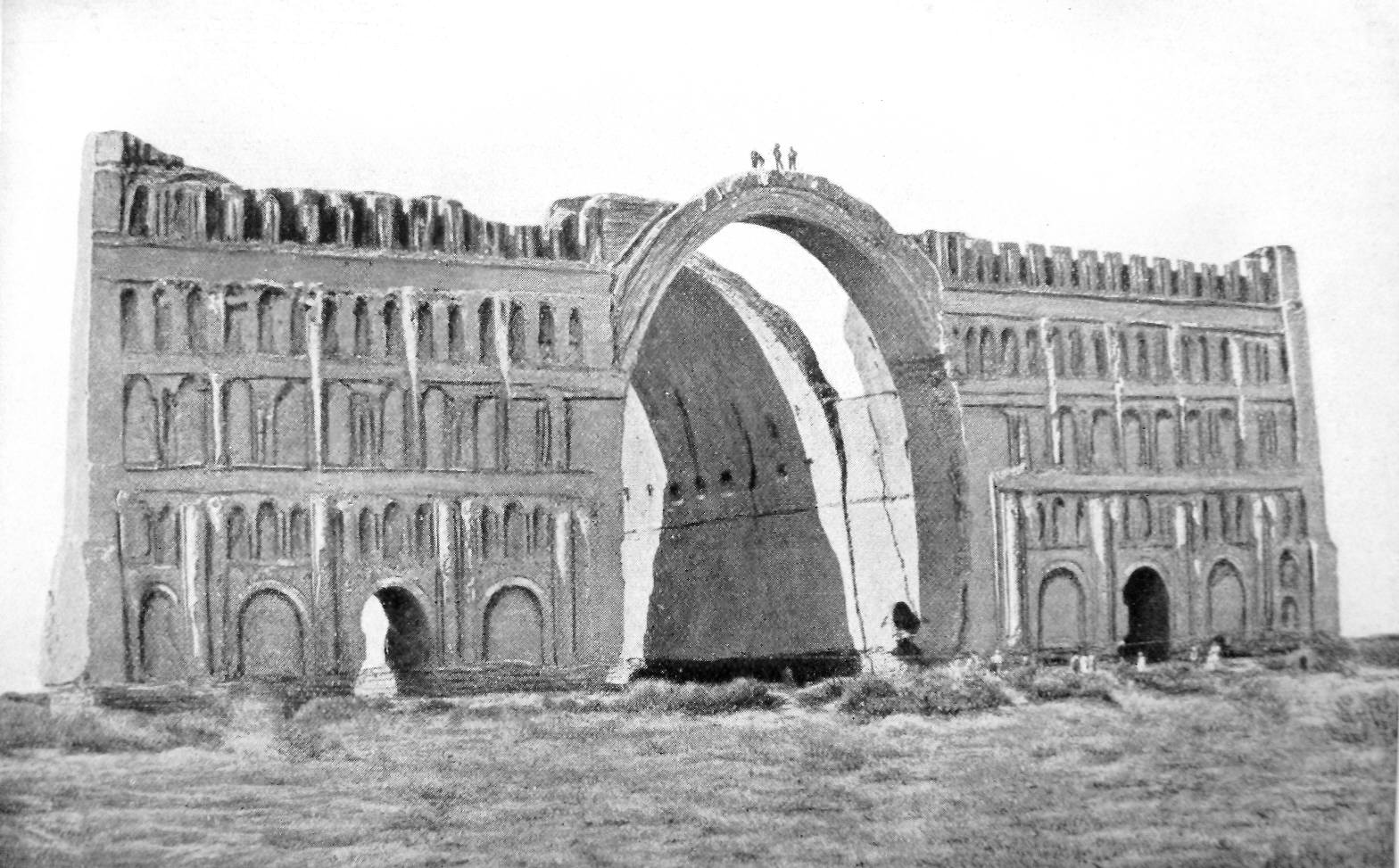
Фото 1864 г.
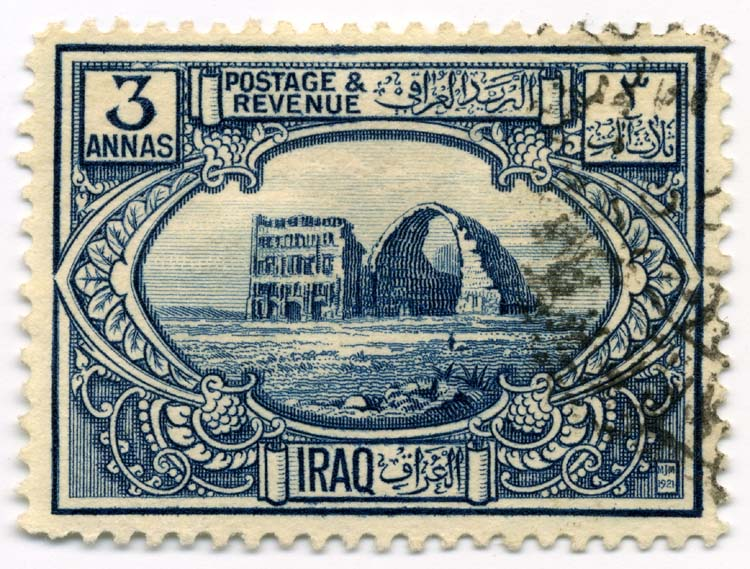
Иракская почтовая марка 1923 года с аркой, созданная Марджори Мейнард[англ.]
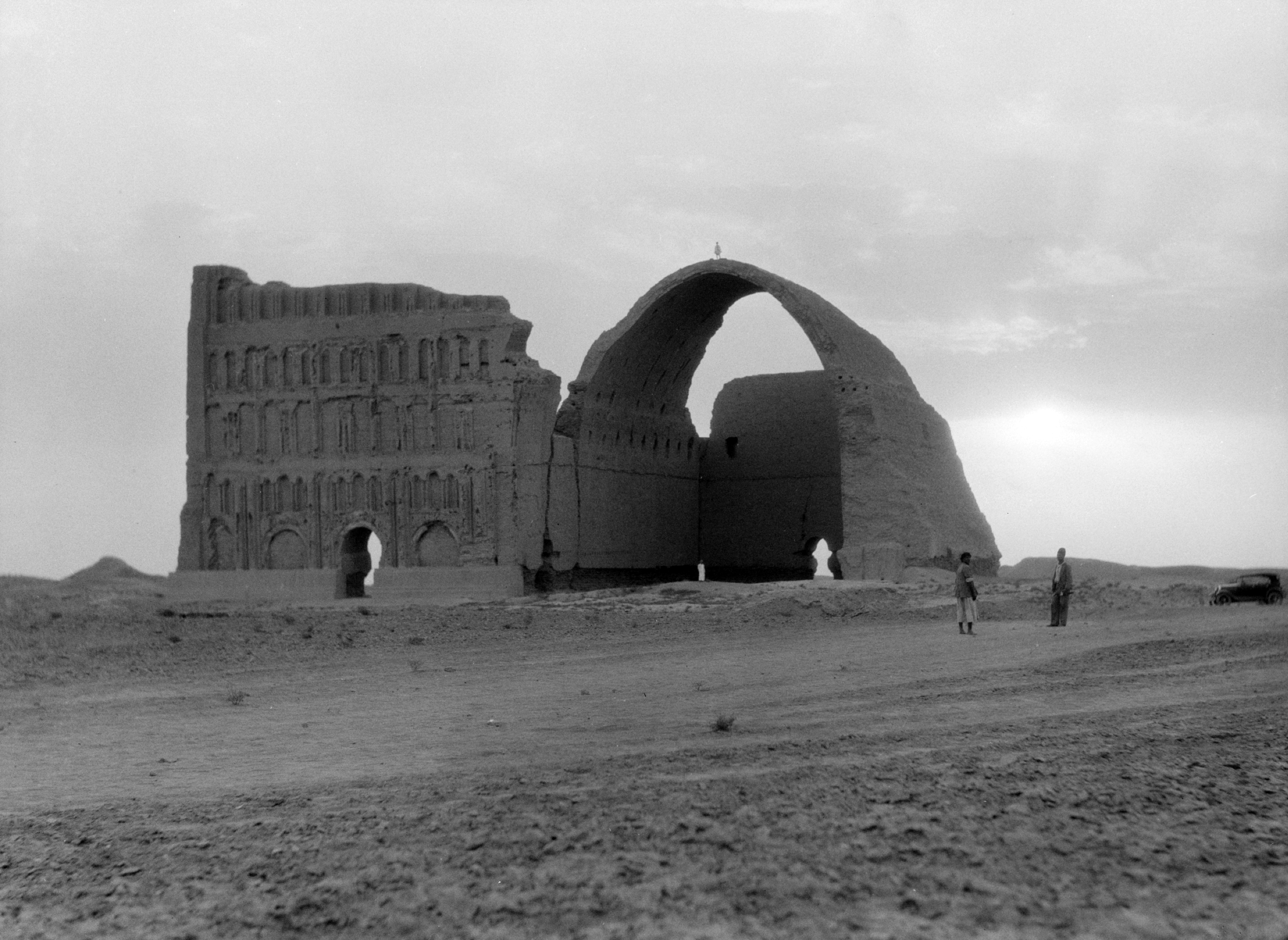
Фото 1932 г.
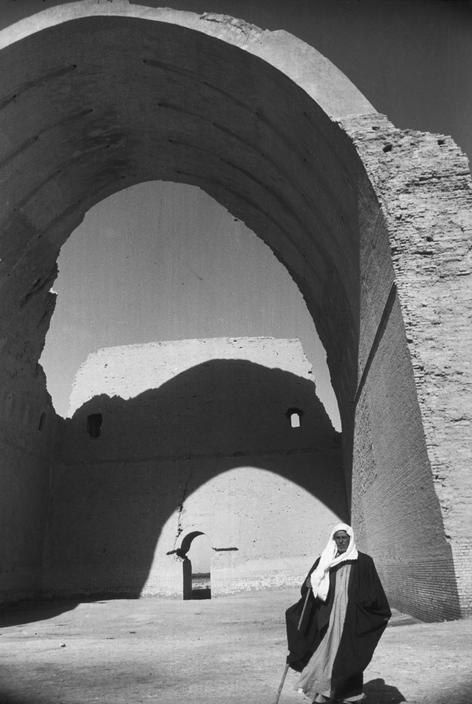
Фото 1950 г.
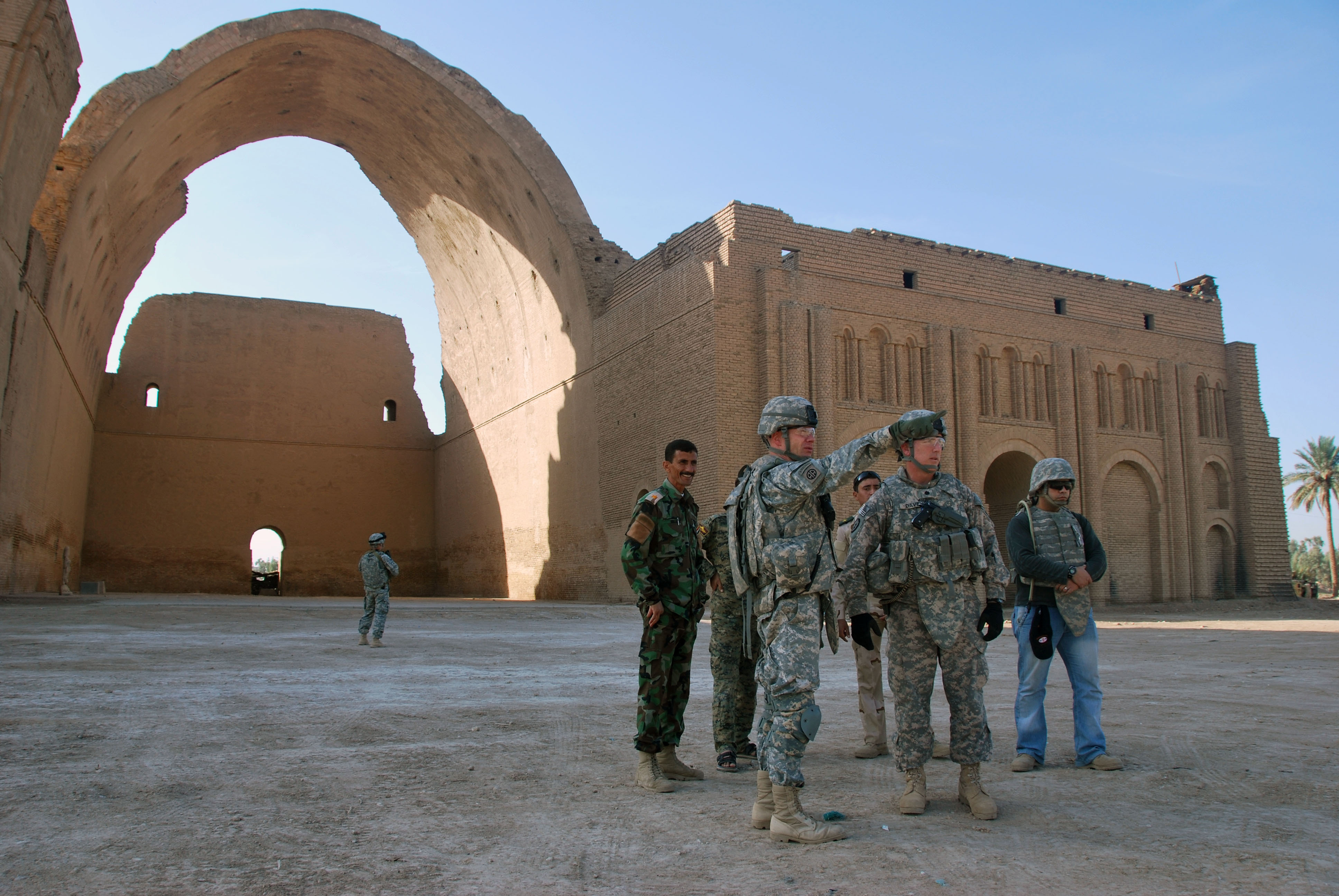
Фотография 2009 года: иракские официальные лица и американские военные обсуждают планы по ремонту существующих сооружений
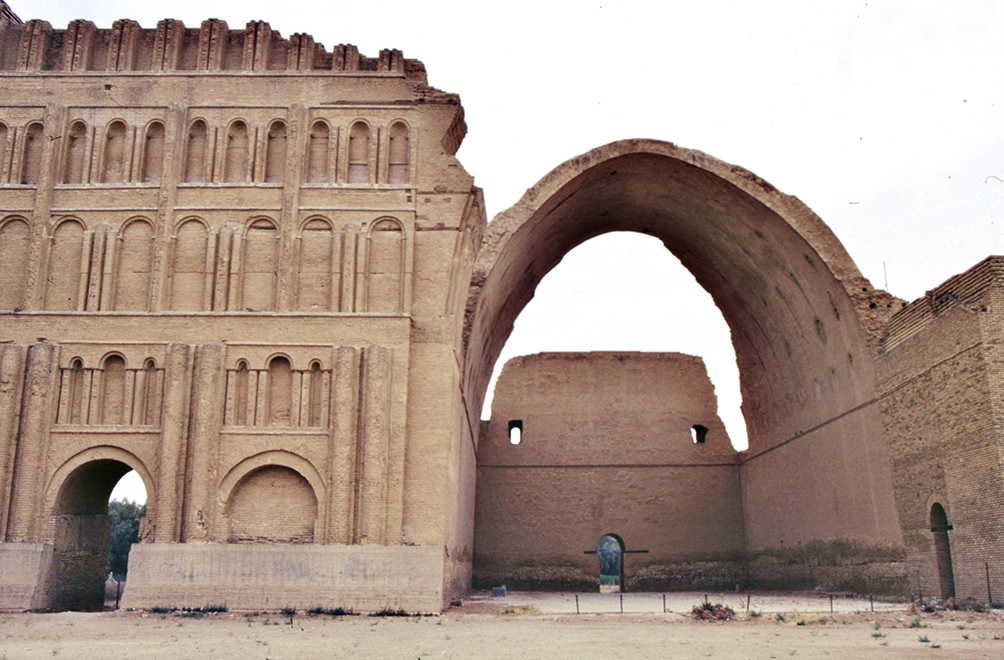
Фото с 2016 года
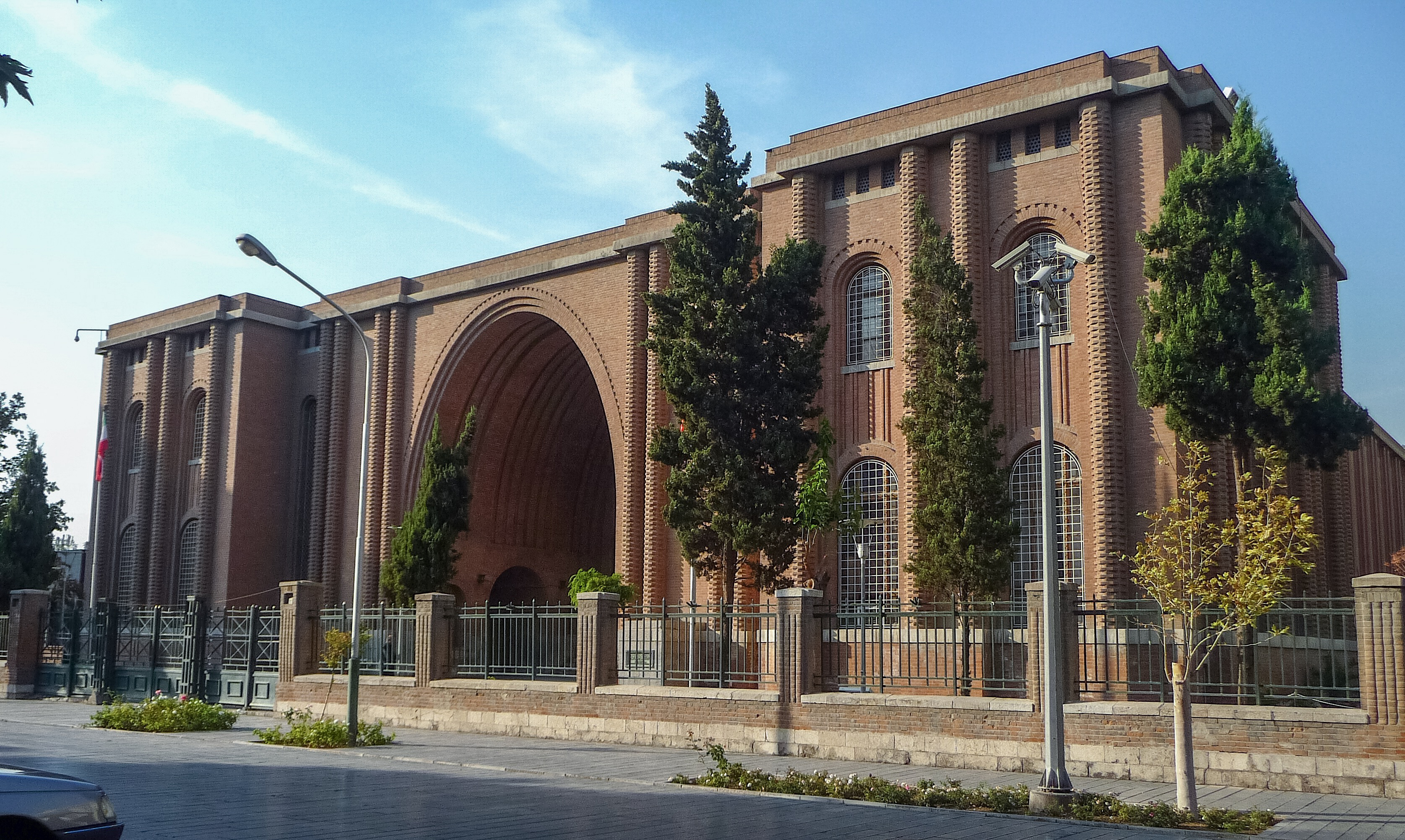
Иранский национальный музей, архитектура которого вдохновлена Таки-Касра